# Liste des sous-marins de la Turquie
La liste des sous-marins de la Turquie regroupe les sous-marins qui ont servi dans la marine turque du 10 juillet 1920 à nos jours. Ils sont regroupés par classe, et au sein de la classe, triés par numéro de fanion.

## ClasseBirinci İnönü
Sous-marin allemand de type Unterseeboot type UB III :
| Nom           | Constructeur   | Lancement       | Commission  | Destin          |
| ------------- | -------------- | --------------- | ----------- | --------------- |
| Birinci İnönü | IvS, Fijenoord | 29 janvier 1927 | 9 juin 1928 | Désarmé en 1948 |
| İkinci İnönü  | IvS, Fijenoord | 12 mars 1927    | 9 juin 1928 | Désarmé en 1948 |

## Dumlupınar
Version du sous-marin italien Vettor Pisani
| Nom        | Constructeur     | Lancement   | Commission      | Destin          |
| ---------- | ---------------- | ----------- | --------------- | --------------- |
| Dumlupınar | CRDA, Monfalcone | 4 mars 1931 | 6 novembre 1931 | Désarmé en 1949 |

## Sakarya
Version du sous-marin italien classe Argonauta
| Nom     | Constructeur     | Lancement      | Commission      | Destin          |
| ------- | ---------------- | -------------- | --------------- | --------------- |
| Sakarya | CRDA, Monfalcone | 5 février 1931 | 6 novembre 1931 | Désarmé en 1949 |

## Gür
Unterseeboot type IA allemand.
| Nom | Constructeur                    | Lancement       | Commission       | Destin          |
| --- | ------------------------------- | --------------- | ---------------- | --------------- |
| Gür | Echevarrieta y Larrinaga, Cadix | 22 octobre 1930 | 29 décembre 1936 | Désarmé en 1947 |

## ClasseAy
classe Ay, version du Unterseeboot type XA allemand :
| Nom      | Constructeur             | Lancement         | Commission                                                                                   | Destin                                 |
| -------- | ------------------------ | ----------------- | -------------------------------------------------------------------------------------------- | -------------------------------------- |
| Saldıray | Germaniawerft, Kiel      | 23 juillet 1938   | 5 juin 1939                                                                                  | Désarmé en 1958                        |
| Atılay   | Germaniawerft, Kiel      | 1938              | 1939 ?                                                                                       | Perdu le 14 juillet 1942               |
| Batıray  | Germaniawerft, Kiel      | 28 septembre 1938 | Saisi par l’Allemagne: 20 september 1939, commissionné par la Kriegsmarine sous le nom de UA | Sabordé par son équipage le 3 mai 1945 |
| Yıldıray | Chantier naval de Gölcük | 26 août 1939      | 15 janvier 1946                                                                              | Désarmé en 1958                        |

## ClasseOruç Reis
classe Oruç Reis (version de la classe S de la Royal Navy.
| Nom           | Constructeur                   | Lancement                                                     | Acquis                              | Destin                 |
| ------------- | ------------------------------ | ------------------------------------------------------------- | ----------------------------------- | ---------------------- |
| Oruç Reis     | Royaume-Uni Vickers-Armstrongs | 19 juillet 1940 Incorporé dans la Royal Navy comme HMS P611   | Livré le 9 mai 1942                 | Démoli en 1957         |
| Murat Reis    | Royaume-Uni Vickers-Armstrongs | 20 juillet 1940 Incorporé dans la Royal Navy comme HMS P612   | Livré le 25 juin 1942               | Démoli en 1957         |
| Burak Reis    | Royaume-Uni Vickers-Armstrongs | 19 octobre 1940 Incorporé dans la Royal Navy comme HMS P614   | Livré le 19 janvier 1946            | Démoli en 1957         |
| Uluç Ali Reis | Royaume-Uni Vickers-Armstrongs | 1er novembre 1940 Incorporé dans la Royal Navy comme HMS P615 | Perdu en service dans la Royal Navy | Coulé le 18 avril 1943 |

## ClasseBalaoaméricaine (non modifié)
Ex-classe Balao de l’United States Navy :
| Nom                       | Constructeur                                                     | Lancement                                  | Acquis           | Destin                      |
| ------------------------- | ---------------------------------------------------------------- | ------------------------------------------ | ---------------- | --------------------------- |
| TCG Birinci İnönü (S-330) | États-Unis Electric Boat, Groton                                 | 25 juin 1944 Ex-USS Brill (SS-330)         | 23 mai 1948      | Désarmé le 12 août 1972     |
| TCG İkinci İnönü (S-331)  | États-Unis Electric Boat, Groton                                 | 7 mai 1944 Ex-USS Blueback (SS-326)        | 23 mai 1948      | Désarmé le 20 novembre 1973 |
| TCG Sakarya (S-332)       | États-Unis Electric Boat, Groton                                 | 21 mai 1944 Ex-USS Boarfish (SS-327)       | 23 mai 1948      | Désarmé le 12 décembre 1975 |
| TCG Çanakkale (S-333)     | États-Unis Electric Boat, Groton                                 | 6 août 1944 Ex-USS Bumper (SS-333)         | 16 novembre 1950 | Désarmé le 4 mai 1972       |
| TCG Gür (S-334)           | États-Unis Electric Boat, Groton                                 | 18 juin 1944 Ex-USS Chub (SS-329)          | 23 mai 1948      | Désarmé le 12 décembre 1975 |
| TCG Dumlupınar (S-335)    | États-Unis Electric Boat, Groton                                 | 23 avril 1944 Ex-USS Blower (SS-325)       | 16 novembre 1950 | Coulé le 4 avril 1953       |
| TCG Preveze (S-340)       | États-Unis Manitowoc Shipbuilding Company, Manitowoc (Wisconsin) | 29 août 1943 Ex-USS Guitarro (SS-363)      | 7 août 1954      | Désarmé le 4 mai 1972       |
| TCG Cerbe (S-341)         | États-Unis Manitowoc Shipbuilding Company, Manitowoc             | 24 octobre 1943 Ex-USS Hammerhead (SS-364) | 7 août 1954      | Désarmé le 4 mai 1972       |

## ClasseBalao(type àschnorchel)

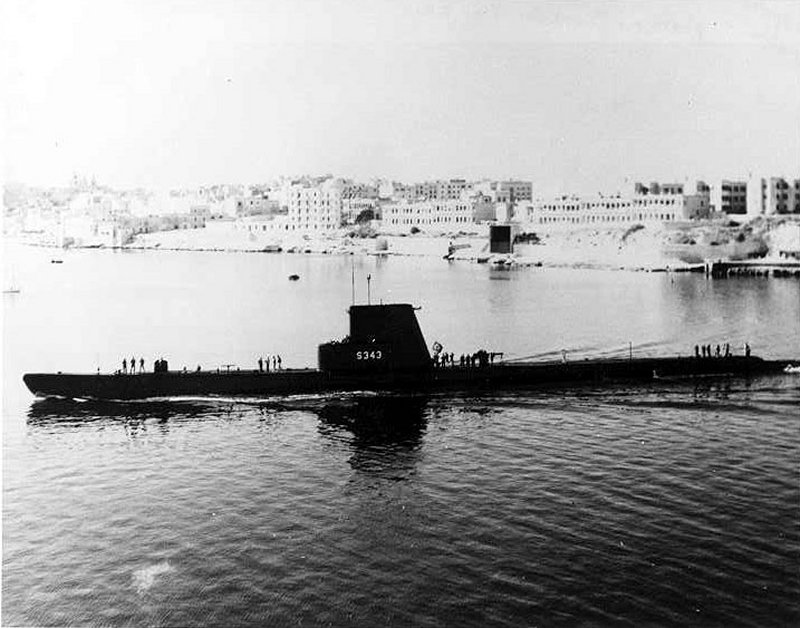

Ex-classe Balao de l’US Navy type à schnorchel :
| Nom                    | Constructeur                                         | Lancement                              | Acquis          | Destin                      |
| ---------------------- | ---------------------------------------------------- | -------------------------------------- | --------------- | --------------------------- |
| TCG Turgutreis (S-342) | États-Unis Electric Boat, Groton                     | 13 mai 1943 Ex-USS Bergall (SS-320)    | 17 octobre 1958 | Désarmé le 5 avril 1983     |
| TCG Pirireis (S-343)   | États-Unis Manitowoc Shipbuilding Company, Manitowoc | 9 novembre 1944 Ex-USS Mapiro (SS-376) | 20 avril 1960   | Désarmé le 20 novembre 1973 |
| TCG Hızırreis (S-344)  | États-Unis Electric Boat, Groton                     | 17 janvier 1945 Ex-USS Mero (SS-378)   | 20 avril 1960   | Désarmé le 9 octobre 1980   |

## ClasseBalaoex-US (type GUPPY IA)
Ex-classe Balao de l’US Navy, type GUPPY IA
| Nom                    | Constructeur                     | Lancement                           | Acquired     | Destin                                    |
| ---------------------- | -------------------------------- | ----------------------------------- | ------------ | ----------------------------------------- |
| TCG Dumlupınar (S-339) | États-Unis Electric Boat, Groton | 30 mars 1944 Ex-USS Caiman (SS-323) | 24 août 1972 | Désarmé le 23 décembre 1983 Radié en 1987 |

## ClasseBalaoex-US (type GUPPY IIA)
Ex-classe Balao de l’US Navy, type GUPPY IIA :
| Nom                       | Constructeur                                  | Lancement                                  | Acquis           | Destin                                     |
| ------------------------- | --------------------------------------------- | ------------------------------------------ | ---------------- | ------------------------------------------ |
| TCG Burakreis (S-335)     | États-Unis Portsmouth Naval Shipyard, Kittery | 28 mars 1944 Ex-USS Sea Fox (SS-402)       | 8 août 1971      | Désarmé le 1er juillet 1996                |
| TCG Muratreis (S-336)     | États-Unis Portsmouth Naval Shipyard, Kittery | 27 janvier 1944 Ex-USS Razorback (SS-394)  | 17 décembre 1971 | Désarmé le 8 août 2001                     |
| TCG Oruçreis (S-337)      | États-Unis Portsmouth Naval Shipyard, Kittery | 27 octobre 1943 Ex-USS Pomfret (SS-391)    | 3 mai 1972       | Désarmé le 15 septembre 1986 Radié en 1987 |
| TCG Preveze (S-345)       | États-Unis Electric Boat, Groton              | 17 décembre 1944 Ex-USS Entemedor (SS-340) | 24 octobre 1972  | Désarmé le 20 mars 1986 Radié en 1987      |
| TCG Birinci İnönü (S-346) | États-Unis Portsmouth Naval Shipyard, Kittery | 26 juin 1944 Ex-USS Threadfin (SS-410)     | 24 août 1972     | Désarmé le 11 août 1998                    |

## ClasseBalaoex-US (type GUPPY III)
Ex-classe Balao de l’US Navy, type GUPPY III
| Nom                      | Constructeur                     | Lancement                             | Acquis          | Destin                     |
| ------------------------ | -------------------------------- | ------------------------------------- | --------------- | -------------------------- |
| TCG İkinci İnönü (S-333) | États-Unis Electric Boat, Groton | 10 juin 1945 Ex-USS Corporal (SS-346) | 12 février 1974 | Désarmé le 18 octobre 1996 |
| TCG Çanakkale (S-341)    | États-Unis Electric Boat, Groton | 1 avril 1945 Ex-USS Cobbler (SS-344)  | 12 février 1974 | Désarmé le 22 janvier 1998 |

## ClasseTenchex-US

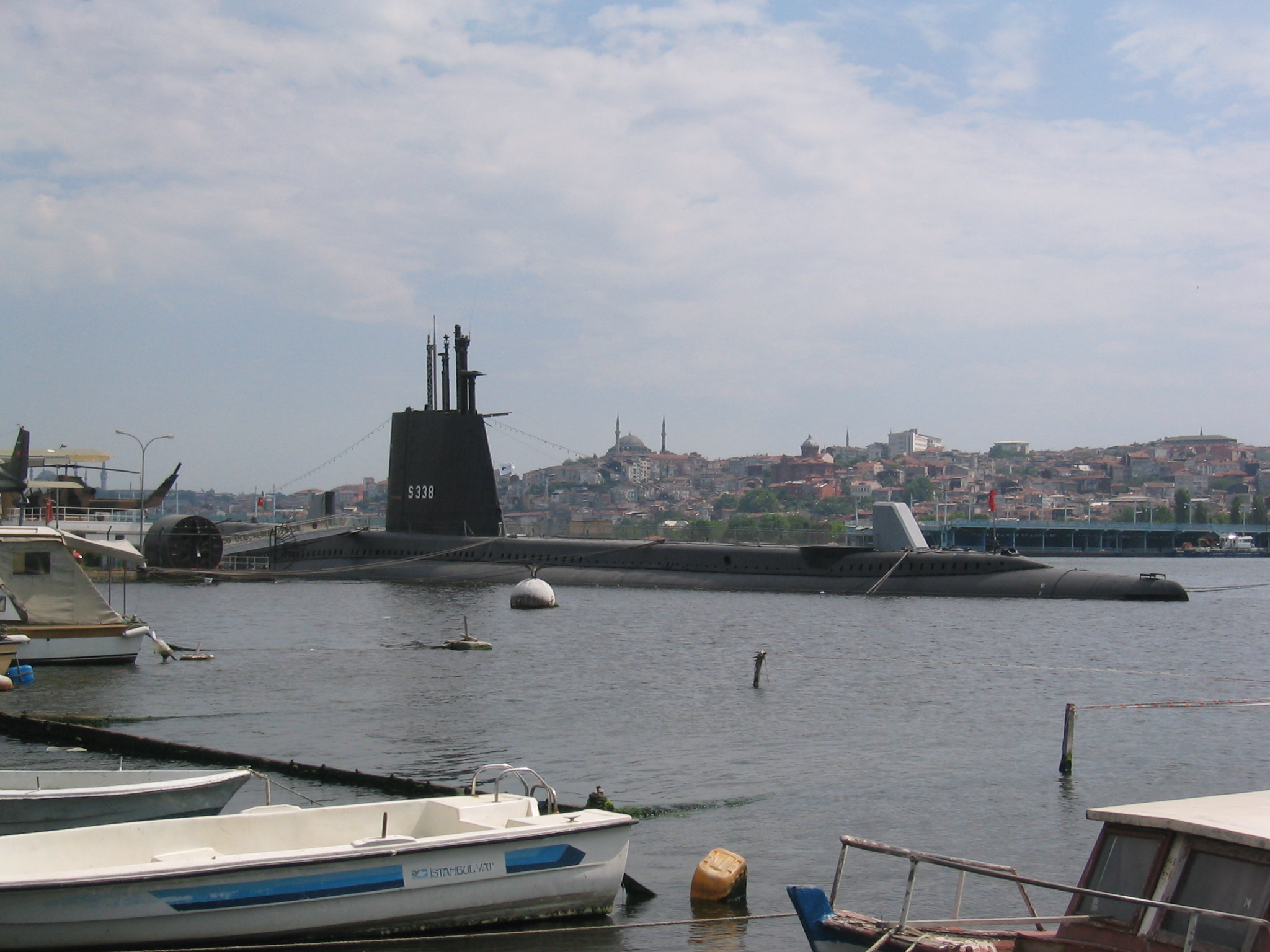
TCG Uluçalireis, (Rahmi M. Koç Museum, Golden Horn)

Ex-classe Tench de l’US Navy, programme GUPPY IIA :
| Nom                     | Constructeur                        | Lancement                                | Acquired    | Destin                     |
| ----------------------- | ----------------------------------- | ---------------------------------------- | ----------- | -------------------------- |
| TCG Uluçalireis (S-338) | États-Unis Portsmouth N Yd, Kittery | 7 juillet 1944 Ex-USS Thornback (SS-418) | 3 mai 1972  | Désarmé le 7 août 2000     |
| TCG Cerbe (S-340)       | États-Unis Portsmouth N Yd, Kittery | 18 août 1944 Ex-USS Trutta (SS-421)      | 27 mai 1973 | Désarmé le 23 juillet 1999 |

## ClasseTangex-US
classe Tang ex-US Navy :
| Nom                   | Constructeur                                  | Lancement                           | Acquis            | Destin                     |
| --------------------- | --------------------------------------------- | ----------------------------------- | ----------------- | -------------------------- |
| TCG Pirireis (S-343)  | États-Unis Portsmouth Naval Shipyard, Kittery | 18 avril 1949 Ex-USS Tang (SS-563)  | 30 septembre 1983 | Désarmé le 13 août 2004    |
| TCG Hızırreis (S-342) | Portsmouth N Yd, Kittery                      | 20 mai 1950 Ex-USS Gudgeon (SS-567) | 21 mars 1980      | Désarmé le 31 janvier 2004 |

## ClasseAtılay
Classe Atılay, Type 209/1200 de Howaldtswerke-Deutsche Werft :

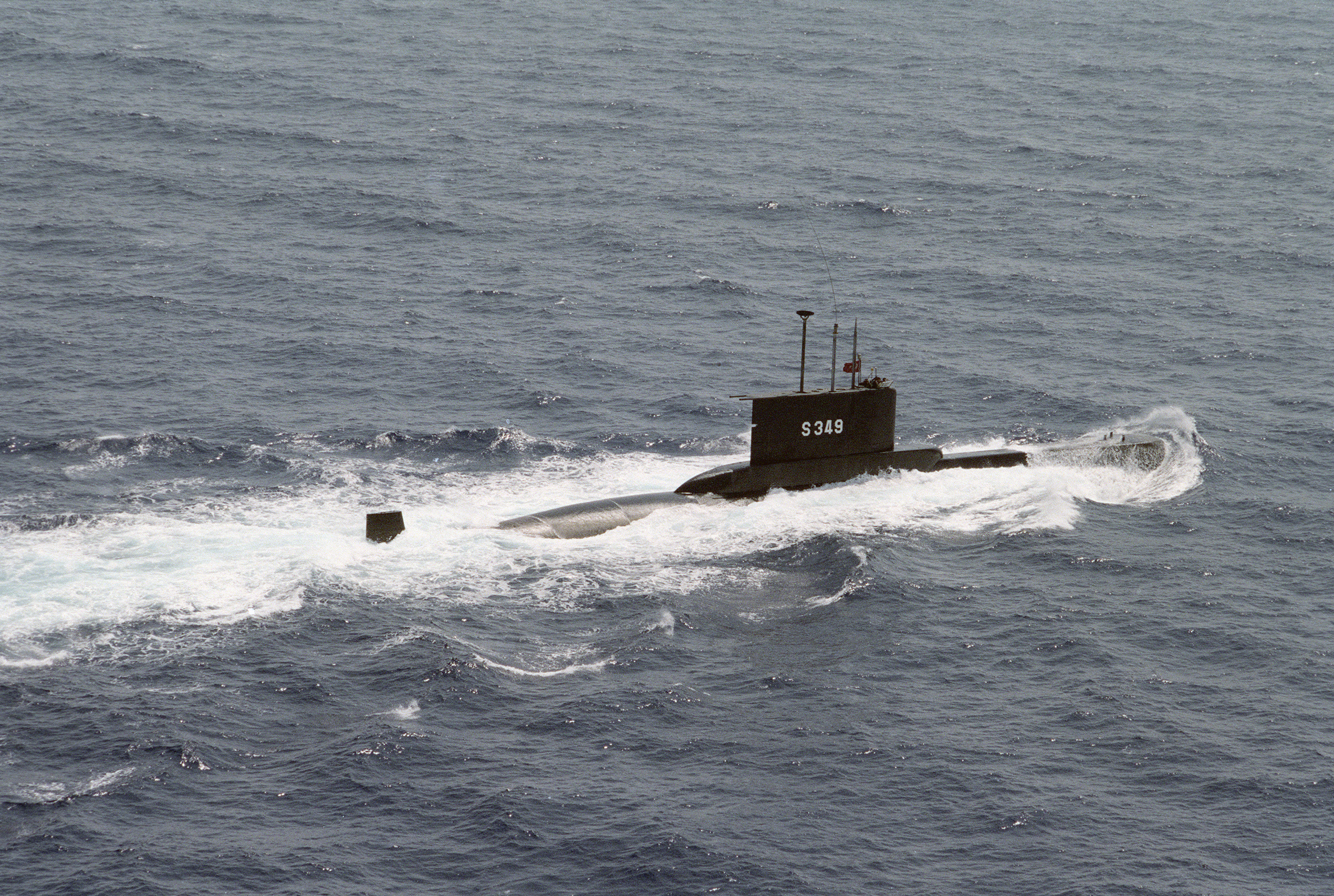
Le TCG Batıray de classe Atılay en route.

| Nom                  | Constructeur             | Lancement        | Commission       | Destin                      |
| -------------------- | ------------------------ | ---------------- | ---------------- | --------------------------- |
| TCG Atılay (S-347)   | Howaldtswerke, Kiel      | 23 octobre 1974  | 23 juillet 1975  | Désarmé le 30 novembre 2016 |
| TCG Saldıray (S-348) | Howaldtswerke, Kiel      | 14 février 1975  | 21 octobre 1975  | Désarmé en 2014             |
| TCG Batıray (S-349)  | Howaldtswerke, Kiel      | 24 octobre 1977  | 20 juillet 1978  | Actif                       |
| TCG Yıldıray (S-350) | Chantier naval de Gölcük | 20 juillet 1979  | 20 juillet 1981  | Actif                       |
| TCG Doğanay (S-351)  | Chantier naval de Gölcük | 16 novembre 1983 | 16 novembre 1985 | Actif                       |
| TCG Dolunay (S-352)  | Chantier naval de Gölcük | 22 juillet 1988  | 21 juillet 1989  | Actif                       |

## ClassePreveze

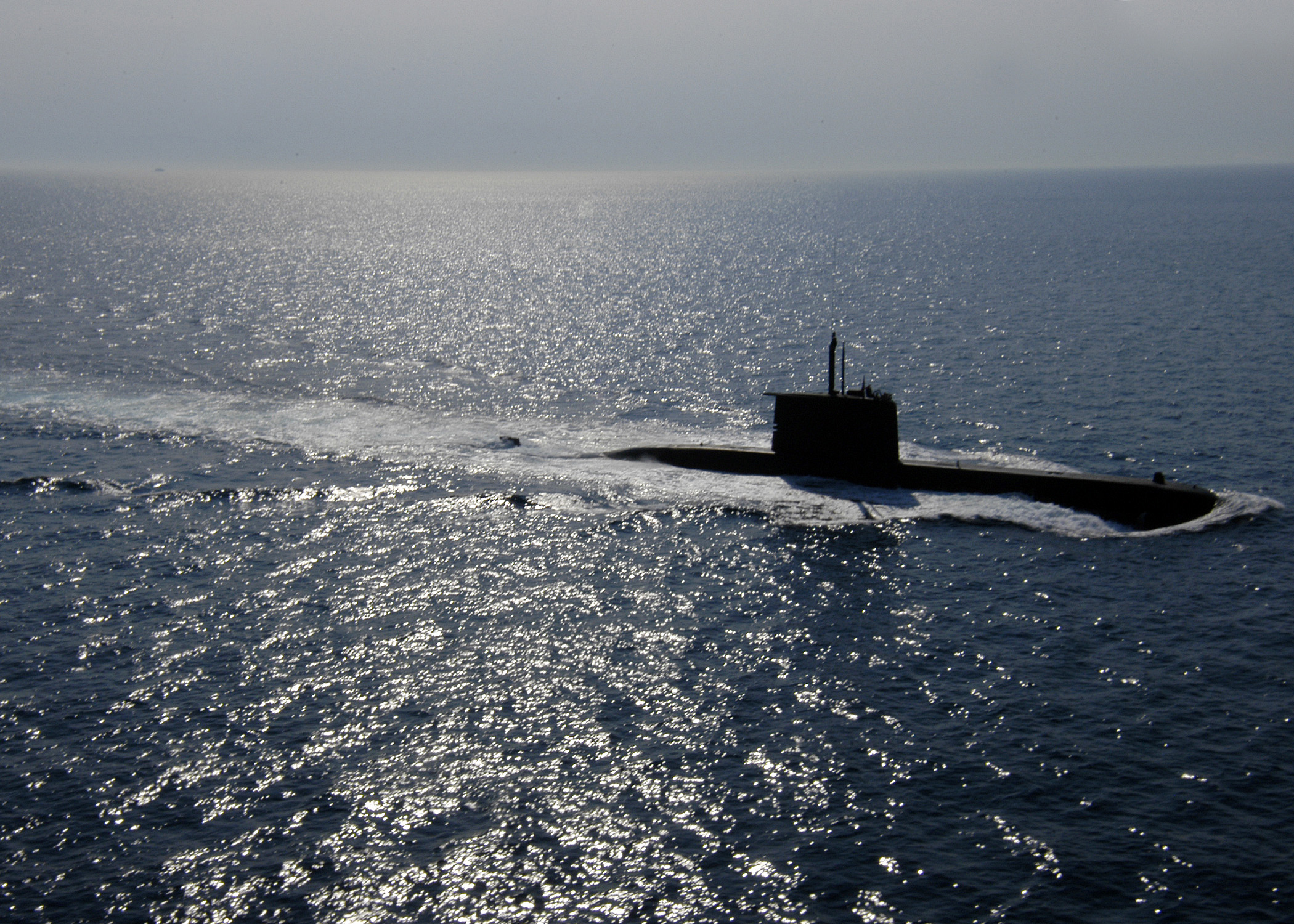
Le TCG Preveze (S-353), de type 209/1400, durant un exercice de l’OTAN près du Golfe de Tarente.

classe Preveze (Type 209/1400 de Howaldtswerke-Deutsche Werft) :
| Nom                     | Constructeur             | Lancement        | Commission       | Destin |
| ----------------------- | ------------------------ | ---------------- | ---------------- | ------ |
| TCG Preveze (S-353)     | Chantier naval de Gölcük | 22 novembre 1993 | 28 juillet 1994  | Actif  |
| TCG Sakarya (S-354)     | Chantier naval de Gölcük | 28 juillet 1994  | 21 décembre 1995 | Actif  |
| TCG 18 Mart (S-355)     | Chantier naval de Gölcük | 25 août 1997     | 28 juillet 1998  | Actif  |
| TCG Anafartalar (S-356) | Chantier naval de Gölcük | 1 septembre 1998 | 22 juillet 1999  | Actif  |

## ClasseGür
Classe Gür  Howaldtswerke-Deutsche Werft Type 209 T2/1400 :
| Nom                       | Constructeur             | Lancement        | Commission       | Destin |
| ------------------------- | ------------------------ | ---------------- | ---------------- | ------ |
| TCG Gür (S-357)           | Chantier naval de Gölcük | Mai 2002         | 24 Juillet 2003  | Actif  |
| TCG Çanakkale (S-358)     | Chantier naval de Gölcük | Septembre 2002   | 13 décembre 2004 | Actif  |
| TCG Burakreis (S-359)     | Chantier naval de Gölcük | 2 septembre 2005 | 1 novembre 2006  | Actif  |
| TCG Birinci İnönü (S-360) | Chantier naval de Gölcük | 24 mai 2007      | 27 juin 2008     | Actif  |

## ClasseReis
Six sous-marins de classe Reiss en construction, des Type 214 avec un système air-independent propulsion (AIP) développe par Howaldtswerke-Deutsche Werft (HDW)
| Nom                      | Constructeur             | Lancement        | Commission | Destin      |
| ------------------------ | ------------------------ | ---------------- | ---------- | ----------- |
| TCG Pirireis (S-330)     | Chantier naval de Gölcük | 22 décembre 2019 | Actif      | En armement |
| TCG Hızırreis (S-???)    | Chantier naval de Gölcük |                  |            |             |
| TCG Muratreis (S-???)    | Chantier naval de Gölcük |                  |            |             |
| TCG Aydınreis (S-???)    | Chantier naval de Gölcük |                  |            |             |
| TCG Seydialireis (S-???) | Chantier naval de Gölcük |                  |            |             |
| TCG Selmanreis (S-???)   | Chantier naval de Gölcük |                  |            |             |